# Petter Engdahl
Petter Engdahl (* 23. Juli 1994) ist ein schwedischer Bergläufer und ehemaliger Skilangläufer. Er lebt in Trondheim, Norwegen. 

## Werdegang
Engdahl, der für den Östersunds SK startete, nahm im Januar 2012 in Åsarna erstmals am Skilanglauf-Scandinavian-Cup teil und belegte dabei den 14. Platz im Sprint. Seit 2014 nimmt er vorwiegend an FIS-Rennen teil. Dabei siegte er im Januar 2017 in Östersund über 15 km Freistil. Bei den schwedischen Meisterschaften 2017 in Umeå wurde er Achter über 50 km. Im März 2018 lief er in Oslo sein erstes von insgesamt vier Weltcuprennen. Dabei holte er mit dem 23. Platz im 50-km-Massenstartrennen seine ersten und einzigen Weltcuppunkte.
Als Bergläufer nimmt er seit 2016 an Wettbewerben teil, seit 2019 auf Ultra-Distanzen. Er startet seit 2021 für das Adidas Terrex-Team. 2022 siegte er beim Innsbruck Alpine Trailrun Festival über die Trailmarathon-Distanz, beim Zermatt-Marathon, beim Zugspitz Ultratrail im Supertrail-Wettbewerb (68 km), beim Ultra-Trail du Mont-Blanc im Wettbewerb des CCC (101 km) und bei der Transvulcania auf der Ultramarathon-Strecke. 
2023 stellte er beim Eiger Ultra Trail über die 51-km-Distanz einen neuen Streckenrekord auf.